# Mowdok Mual
Mowdok Mual es un pico en Bangladés, a menudo considerado el punto más alto de este país, con una altitud de 1.052 metros (3.451 pies). Se encuentra ubicado en la frontera entre Bangladés y Birmania.
No es oficialmente el pico más alto de Bangladés, pero el estudio de mapas y otras informaciones y datos inducen a creer que, posiblemente, no hay otro pico más alto que este en ese país. Mowdok Mual a nivel local es también conocida como Saka Haphong o Clan Moy.